# Leptothrix lopholea
Leptothrix lopholea es una bacteria gramnegativa del género Leptothrix. Fue descrita en el año 1934. Su etimología hace referencia a crestada o con mechones. La cepa original no se encuentra disponible, por lo que no existen estudios recientes de esta especie. 